# Nederlands kampioenschap meerkamp (biljarten)
Het Nederlands kampioenschap biljartvijfkamp is een (vanaf 2012 tweejaarlijks) carambolebiljarttoernooi dat onder supervisie van de Koninklijke Nederlandse Biljartbond wordt georganiseerd. Een vijfkamppartij bestaat vanaf 2008 opnieuw uit partijen in de spelsoorten libre, ankerkader 47/2, ankerkader 71/2, bandstoten en driebanden. 
Van 1986 tot en met 1994 bestond de meerkamp gedurende zes edities uit slechts drie spelsoorten.

## Historie

### Erelijst
| Editie | Jaar                         | Locatie           | Goud                   | Zilver              | Brons                  | Spelsoorten / Aantallen te maken caramboles           |
| ------ | ---------------------------- | ----------------- | ---------------------- | ------------------- | ---------------------- | ----------------------------------------------------- |
| 1      | 1943                         | Amsterdam         | Jan Sweering           | Piet de Leeuw       | Piet van de Pol        | L (200) - 45/2 (150) - 71/2 (100) - B (50) - 3B (20)  |
| 2      | 1944                         | Rotterdam         | Jan Sweering           | Piet de Leeuw       | Nelis van Vliet        | L (200) - 45/2 (150) - 71/2 (100) - B (50) - 3B (20)  |
|        | 1945 t/m 1968 Niet verspeeld |                   |                        |                     |                        |                                                       |
| 3      | 1969                         | Eindhoven         | Tiny Wijnen            | Henk de Kleine      | Hans Vultink           | L (500) - 47/2 (400) - 71/2 (300) - B (200) - 3B (60) |
| 4      | 1970                         | Stein             | Hans Vultink           | Henk de Kleine      | Tiny Wijnen            | L (500) - 47/2 (400) - 71/2 (300) - B (200) - 3B (60) |
|        | 1971 t/m 1977 Niet verspeeld |                   |                        |                     |                        |                                                       |
| 5      | 1978                         | Enschede          | Christ van der Smissen | Hans Vultink        | Jos Bongers            | L (250) - 47/1 (150) - 71/2 (150) - B (100) - 3B (30) |
| 6      | 1979                         | Amersfoort        | Christ van der Smissen | Piet Vet            | Jean Bessems           | L (250) - 47/1 (150) - 71/2 (150) - B (100) - 3B (30) |
|        | 1980 Niet verspeeld          |                   |                        |                     |                        |                                                       |
| 7      | 1981                         | Steenbergen       | Christ van der Smissen | Jos Bongers         | Hans Vultink           | L (250) - 47/1 (150) - 71/2 (150) - B (100) - 3B (30) |
| 8      | 1982                         | Hulst             | Jos Bongers            | Jan Arnouts         | Christ van der Smissen | L (250) - 47/1 (150) - 71/2 (150) - B (100) - 3B (30) |
| 9      | 1983                         | Biddinghuizen     | Piet Vet               | Jos Bongers         | Jan Arnouts            | L (250) - 47/1 (150) - 71/2 (150) - B (100) - 3B (30) |
| 10     | 1984                         | Harlingen         | Hans Vultink           | Jan Arnouts         | Jos Bongers            | L (200) - 47/1 (125) - 71/2 (125) - B (75) - 3B (25)  |
| 11     | 1985                         | Leeuwarden        | Jos Bongers            | Raimond Burgman     | Harrie van de Ven      | L (200) - 47/1 (125) - 71/2 (125) - B (75) - 3B (25)  |
| 12     | 1986                         | Gorssel           | Jan Arnouts            | Harrie van de Ven   | Jos Bongers            | 71/2 (125) - B (75) - 3B (25)                         |
| 13     | 1987                         | Sint Annaparochie | Dick Jaspers           | Raimond Burgman     | Harrie van de Ven      | 71/2 (125) - B (75) - 3B (25)                         |
|        | 1988 t/m 1990 Niet verspeeld |                   |                        |                     |                        |                                                       |
| 14     | 1991                         | Wijchen           | Jean-Paul de Bruijn    | Gerrit Boer         | Henri Tilleman jr.     | L (150) - 47/2 (100) - B (50)                         |
| 15     | 1992                         | Gorssel           | Henri Tilleman jr.     | Jean-Paul de Bruijn | Ad Klijn               | L (150) - 47/2 (100) - B (50)                         |
| 16     | 1993                         | Hengelo (O)       | Wim Maarsman           | Ad Klijn            | Piet Adrichem          | L (150) - 47/2 (100) - B (50)                         |
| 17     | 1994                         | Borne             | Henri Tilleman jr.     | René Tull           | Gerrit Boer            | L (150) - 47/2 (100) - B (50)                         |
|        | 1995 t/m 2007 Niet verspeeld |                   |                        |                     |                        |                                                       |
| 18     | 2008                         | Haarlo            | Jean-Paul de Bruijn    | Henri Tilleman jr.  | Dick Jaspers           | L (400) - 47/2 (250) - 71/2 (200) - B (125) - 3B (40) |
| 19     | 2009                         | Haarlo            | Henri Tilleman jr.     | Jean-Paul de Bruijn | John van der Stappen   | L (400) - 47/2 (250) - 71/2 (200) - B (125) - 3B (40) |
| 20     | 2010                         | Haarlo            | Henri Tilleman jr.     | Jean-Paul de Bruijn | Raymund Swertz         | L (400) - 47/2 (250) - 71/2 (200) - B (125) - 3B (40) |
| 21     | 2011                         | Haarlo            | Jean-Paul de Bruijn    | Dave Christiani     | Raymund Swertz         | L (400) - 47/2 (250) - 71/2 (200) - B (125) - 3B (40) |
| 22     | 2012                         | Haarlo            | Dave Christiani        | Henri Tilleman jr.  | Raymund Swertz         | L (400) - 47/2 (250) - 71/2 (200) - B (125) - 3B (40) |
| 23     | 2014                         | Haarlo            | Dave Christiani        | Raymund Swertz      | Jos Bongers            | L (400) - 47/2 (200) - 71/2 (150) - B (100) - 3B (35) |
| 24     | 2016                         | Haarlo            | Sam van Etten          | Dave Christiani     | Raymund Swertz         | L (300) - 47/2 (200) - 71/2 (150) - B (100) - 3B (30) |
| 25     | 2018                         | Berlicum          | Raymund Swertz         | Dave Christiani     | Michel van Silfhout    | L (300) - 47/2 (200) - 71/2 (150) - B (100) - 3B (30) |
| 26     | 2020                         | Haarlo            | ...                    | ...                 | ...                    | Niet gespeeld i.v.m. Corona                           |
| 27     | 2022                         | Sittard           | Raymund Swertz         | Michel van Silfhout | Martijn Egbers         | L (300) - 47/2 (200) - 71/2 (150) - B (100) - 3B (30) |
|        |                              |                   |                        |                     |                        |                                                       |

## Medaillespiegel
| Plaats | Naam                   | Goud | Zilver | Brons | Totaal |
| 1      | Henri Tilleman jr.     | 4    | 2      | 1     | 7      |
| 2      | Jean-Paul de Bruijn    | 3    | 3      |       | 6      |
| 3      | Christ van der Smissen | 3    |        | 1     | 4      |
| 4      | Dave Christiani        | 2    | 3      |       | 5      |
| 5      | Jos Bongers            | 2    | 2      | 4     | 8      |
| 6      | Raymund Swertz         | 2    | 1      | 4     | 7      |
| 7      | Hans Vultink           | 2    | 1      | 2     | 5      |
| 8      | Jan Sweering           | 2    |        |       | 2      |
| 9      | Jan Arnouts            | 1    | 2      | 1     | 4      |
| 10     | Piet Vet               | 1    | 1      |       | 2      |
| 11     | Dick Jaspers           | 1    |        | 1     | 2      |
| 11     | Tiny Wijnen            | 1    |        | 1     | 2      |
| 13     | Sam van Etten          | 1    |        |       | 1      |
| 13     | Wim Maarsman           | 1    |        |       | 1      |
| 15     | Henk de Kleine         |      | 2      |       | 2      |
| 15     | Piet de Leeuw          |      | 2      |       | 2      |
| 15     | Raimond Burgman        |      | 2      |       | 2      |
| 18     | Harrie van de Ven      |      | 1      | 2     | 3      |
| 19     | Michel van Silfhout    |      | 1      | 1     | 2      |
| 19     | Ad Klijn               |      | 1      | 1     | 2      |
| 19     | Gerrit Boer            |      | 1      | 1     | 2      |
| 21     | René Tull              |      | 1      |       | 1      |
| 22     | Jean Bessems           |      |        | 1     | 1      |
| 22     | John van der Stappen   |      |        | 1     | 1      |
| 22     | Nelis van Vliet        |      |        | 1     | 1      |
| 22     | Piet Adrichem          |      |        | 1     | 1      |
| 22     | Piet van de Pol        |      |        | 1     | 1      |
| 22     | Martijn Egbers         |      |        | 1     | 1      |
| Totaal | Totaal                 | 26   | 26     | 26    | 78     |

Amsterdam 1943 · 
Rotterdam 1944 · 
Eindhoven 1969 · 
Stein 1970 · 
Enschede 1978 · 
Amersfoort 1979 · 
Steenbergen 1981 · 
Hulst 1982 · 
Biddinghuizen 1983 · 
Harlingen 1984 · 
Leeuwarden 1985 · 
Gorssel 1986 · 
St. Annaparochie1987 · 
Wijchen 1991 ·  
Gorssel 1992 · 
Hengelo (O) 1993 · 
Borne 1994 · 
Haarlo 2008 · 
Haarlo 2009 · 
Haarlo 2010 · 
Haarlo 2011 · 
Haarlo 2012 · 
Haarlo 2014 · 
Haarlo 2016 · 
Berlicum 2018 · 
nnb 2020